# Lodève
Lodève je francouzská obec v departementu Hérault v regionu Languedoc-Roussillon. V roce 2010 zde žilo 7 512 obyvatel. Je centrem arrondissementu Lodève.

## Vývoj počtu obyvatel
Počet obyvatel